# Koetonga clivicola
Koetonga clivicola är en nattsländeart som beskrevs av Arturs Neboiss 1962. Koetonga clivicola ingår i släktet Koetonga och familjen Hydrobiosidae. Inga underarter finns listade i Catalogue of Life.